# Djebel Bent Ahmed
Le djebel Bent Ahmed (arabe : جبل بنت أحمد) est une montagne située dans le gouvernorat de Jendouba, au Nord-Ouest de la Tunisie.
Il est au centre d'une réserve naturelle créée en 2009, et couvrant une superficie de 1 541 hectares.